# Sarah Hicks (Dirigentin)
Sarah Hatsuko Hicks (* 14. Januar 1971 in Tokio) ist eine japanisch-US-amerikanische Dirigentin.

## Leben
Sarah Hicks wuchs in Honolulu auf Hawaii auf. Sie spielte als Jugendliche Klavier auf Wettbewerbsniveau und Viola. Ein Bachelor-Studium der Komposition an der Harvard-Universität absolvierte sie magna cum laude. Anschließend studierte sie Dirigieren am Curtis Institute of Music bei Otto-Werner Mueller und schloss dieses Studium mit Diplom ab.
Am Curtis Institute dirigierte sie die Operninszenierungen von Francis Poulencs Dialogues des Carmelites und von Georg Friedrich Händels Alcina. 2007 wurde sie als assistierende Dirigentin an das Minnesota Orchestra berufen. Sie dort den Inside the Classics-Konzertzyklus. 2009 war sie die leitende Dirigentin von Engelbert Humperdincks Oper Hänsel und Gretel. Im selben Jahr wurde sie Chefdirigentin für den Bereich Pops and Presentation. In dieser Funktion dirigierte sie 2012 die Premiere des Konzerts Acadia von Judd Greenstein.
2009 gab sie ihr Debüt beim San Francisco Symphony Orchestra. Bei einer Reihe anderer renommierter Orchester hatte sie Gastauftritte, darunter das Philadelphia Orchestra, das Chicago Symphony Orchestra, das Cleveland Orchestra, das Los Angeles Philharmonic, das Boston Pops, Toronto Symphony, Melbourne Symphony, das RTÉ Orchestra in Dublin, das tschechische Symphonieorchester, die Sankt Petersburger Philharmoniker, Tokyo Philharmonic und das Malaysian Philharmonic.
Sarah Hicks ist eine engagierte Förderin zeitgenössischer Musik. Neben dem bereits genannten Konzert Acadia ist die Sammlung Triple Doubles bemerkenswert: drei Doppelkonzerte von Richard Danielpour und Daron Aric Hagen. Die Sammlung erschien 2012 bei Bridge Nine Records. Mit dem Symphonieorchester des Curtis Institute führt sie regelmäßig Werke Neuer Musik auf.
Besonders bekannt ist sie durch ihre Arbeit im Cross Over von klassischer und populärer Musik. Sie trat mit Rufus Wainwright, Jennifer Hudson und Smokey Robinson auf. Im Sommer 2011 war sie die Dirigentin bei Stings Symphonicities Tour. 2019 produzierte sie ein Album mit der Rapperin Dessa und dem Minnesota Orchestra. Sie dirigierte die Konzertpremiere von Pixar in Concert, einer Sammlung von Musikstücken aus Pixar-Filmen. Zu dem Pixar-Film Coco gab sie das Livekonzert A Celebration of the Music of Coco at the Hollywood Bowl. Ihre Konzerte zu Walt Disneys Arielle wurden von ABC übertragen. Mit dem Dänischen Radio-Sinfonieorchester produzierte sie 2018 das Album The Morricone Duel mit Filmmusik von Ennio Morricone.